# Caecilia dunni
Espèce
Statut de conservation UICN

 DD  : Données insuffisantes
Caecilia dunni est une espèce de gymnophiones de la famille des Caeciliidae.

## Répartition
Cette espèce est endémique d'Équateur. Elle se rencontre entre 800 et 1 100 m d'altitude sur le versant amazonien de la cordillère Orientale dans les provinces de Napo et de Pastaza.

## Étymologie
Cette espèce est nommée en l'honneur d'Emmett Reid Dunn.

## Publication originale
- Hershkovitz, 1938 : A new caecilian from Ecuador. Occasional Papers of the Museum of Zoology of the University of Michigan, no 370, p. 1-3 (texte intégral).